# Woof (Mönchengladbach)
Woof ist eine Honschaft (Ortsteil) des Stadtteils Rheindahlen-Land im Stadtbezirk West (bis 22. Oktober 2009 Rheindahlen) in Mönchengladbach.
1897 bildete sich in Woof die bis heute bestehende Freiwillige Feuerwehr, der sich 1925 die Honschaften Merreter und Knoor anschlossen.